# Parachanda phantastis
Parachanda phantastis är en fjärilsart som beskrevs av Edward Meyrick 1927. Parachanda phantastis ingår i släktet Parachanda och familjen vecklare. Inga underarter finns listade i Catalogue of Life.